# Servicio de Salud de Castilla-La Mancha
El Servicio de Salud de Castilla-La Mancha (Sescam) es la institución encargada de la gestión de la salud en la comunidad autónoma de Castilla-La Mancha (España). 
Instagram: https://instagram.com/sescamclm
Desde enero de 2002, Castilla-La Mancha gestiona la asistencia sanitaria de la Seguridad Social. La ley 8/2000, de 30 de noviembre crea el Servicio de Salud de Castilla-La Mancha (Sescam), cuya estructura orgánica y funciones se establecen en el Decreto 1/2002, de 8 de enero.

## Misión
El Servicio de Salud de Castilla-La Mancha, como parte integrante del Sistema Nacional de Salud, se basa en los principios de cobertura universal, equidad en el acceso y financiación pública, con el objetivo de prestar una asistencia más moderna, cercana, efectiva y de mayor calidad.
El Sescam  desde su creación ha puesto gran interés en la seguridad para ofrecer un mejor servicio, por lo que utiliza la informatización en todos sus centros cumpliendo con los siguientes principios de seguridad:
Autenticación: es el proceso con el cual se comprueba la identidad tanto de personas (trabajadores y pacientes) como de procesos computacionales que participan en comunicación o intercambiando información con el Sescam.
Confidencialidad: se mantiene protegida toda la información teniendo acceso a ella únicamente personas o programas autorizados.
Integridad: garantiza que la información transmitida dentro de su sistema es utilizada con un nivel de ética intachable y por ende no puede ser modificada por un tercero.  
Disponibilidad: se han introducido tecnologías de la información de última generación para mantener una seguridad del mayor nivel posible. Se tiene la capacidad de recuperar la información cuando sea necesario en caso de que alguna situación adversa la dañe, ya sea por alguna mala operación accidental, por pérdida o bloqueo, por algún movimiento mal intencionado o por alguna situación de fuerza mayor como catástrofes.

## Organización

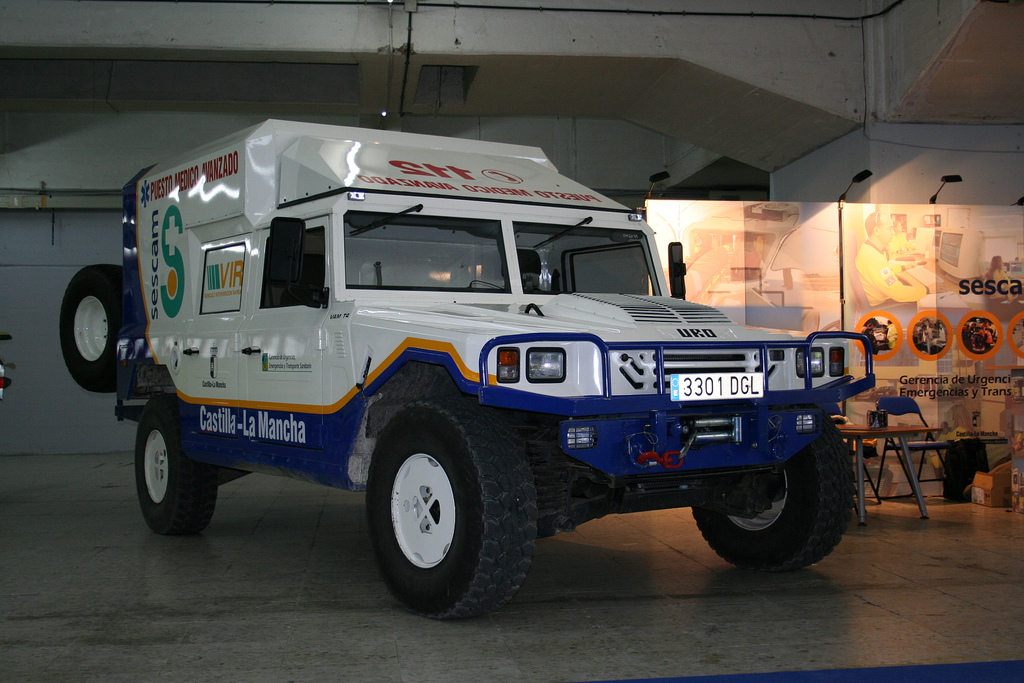
URO VAMTAC Puesto Médico Avanzado del Servicio de Salud de Castilla-La Mancha

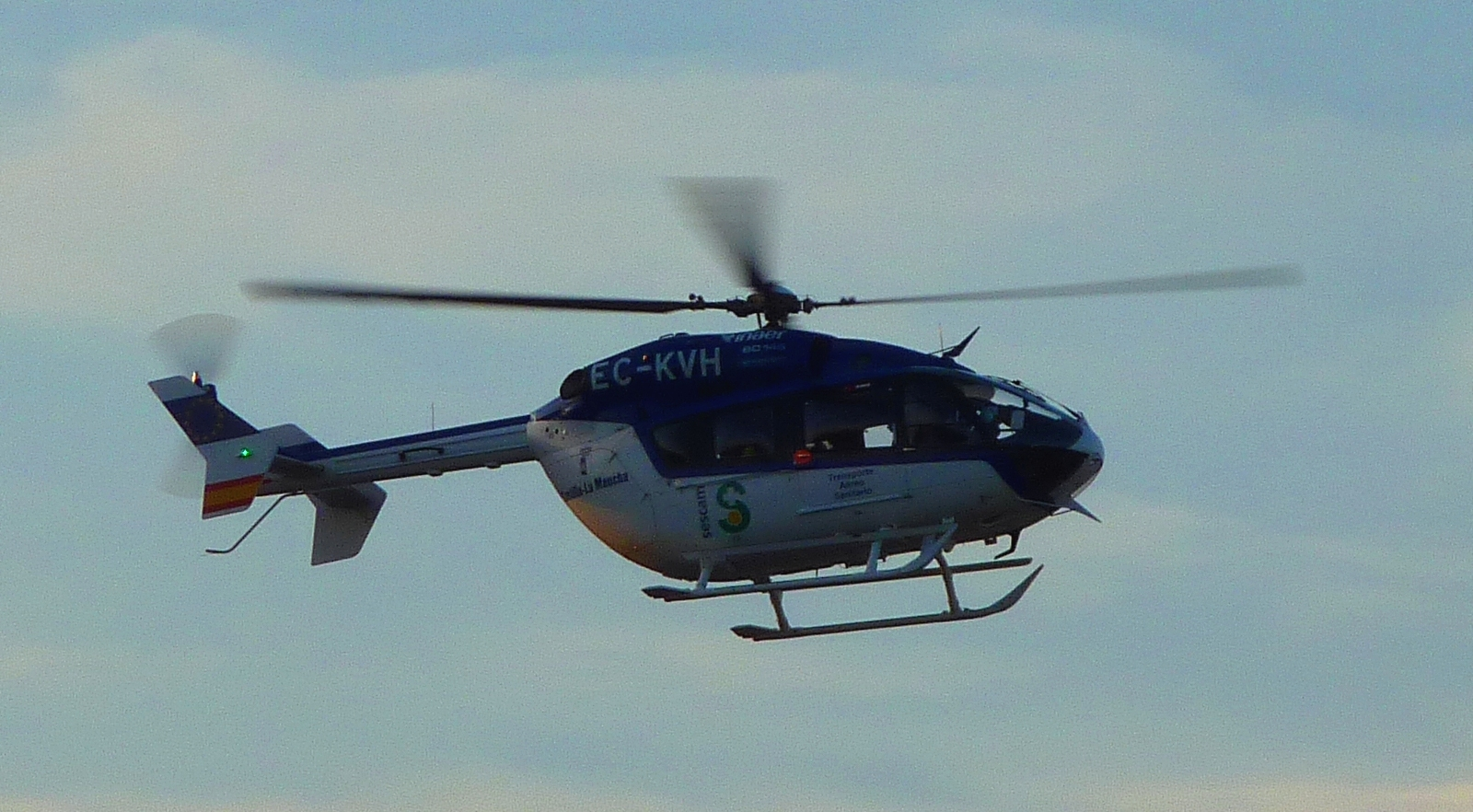
Eurocopter EC 145

El Sescam, dependiente de la Consejería de Sanidad, se organiza de la siguiente manera:
Órganos centrales
En el primer nivel se encuentra la Dirección de Gerencia.
A continuación figuran:
- Secretaría General.
- Dirección General de Asistencia Sanitaria.
- Dirección General de Recursos Humanos.

Órganos periféricos
- Gerencias de Atención Integrada.
- Gerencias de Atención Primaria.
- Gerencias de Atención Especializada.
- Servicios Provinciales de Coordinación e Inspección.

Gerencias de ámbito regional.
- Gerencia de Urgencias, Emergencias y Transporte Sanitario
- Gerencia de Coordinación e Inspección.

## Hospitales por provincia

### Albacete

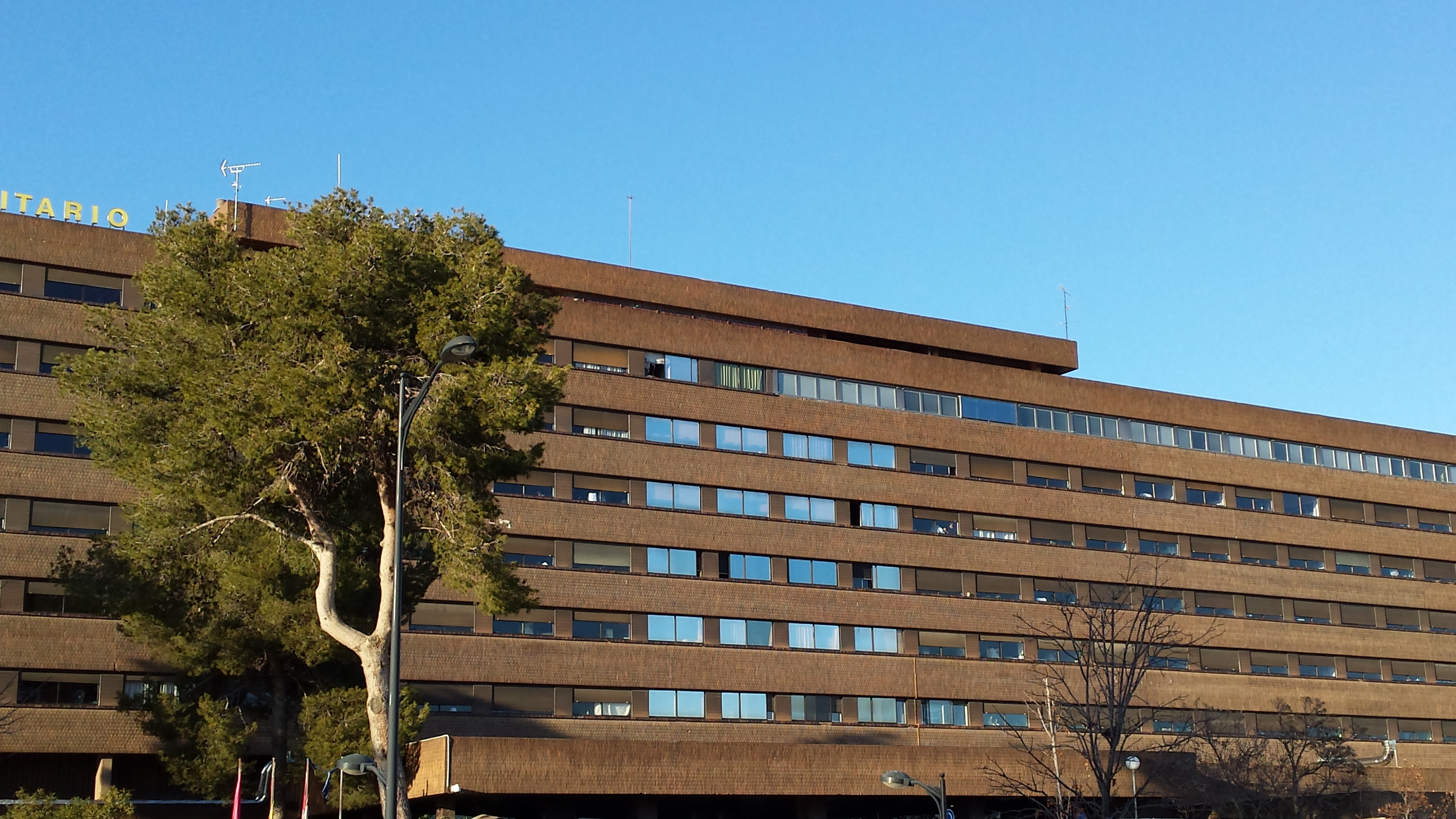
Hospital General Universitario de Albacete

- Hospital General Universitario de Albacete
- Hospital Universitario del Perpetuo Socorro de Albacete
- Centro de Atención a la Salud Mental de Albacete
- Hospital de Hellín
- Hospital General de Almansa
- Hospital General de Villarrobledo

### Ciudad Real

Hospital General Universitario de Ciudad Real

- Hospital General Universitario de Ciudad Real
- Hospital General La Mancha Centro (Alcázar de San Juan)
- Hospital Santa Bárbara (Puertollano)
- Hospital General de Valdepeñas, Valdepeñas
- Hospital Virgen de Altagracia (Manzanares)
- Hospital General de Tomelloso, Tomelloso

### Cuenca
- Hospital Virgen de la Luz (Cuenca)

### Guadalajara
- Hospital General Universitario de Guadalajara

### Toledo

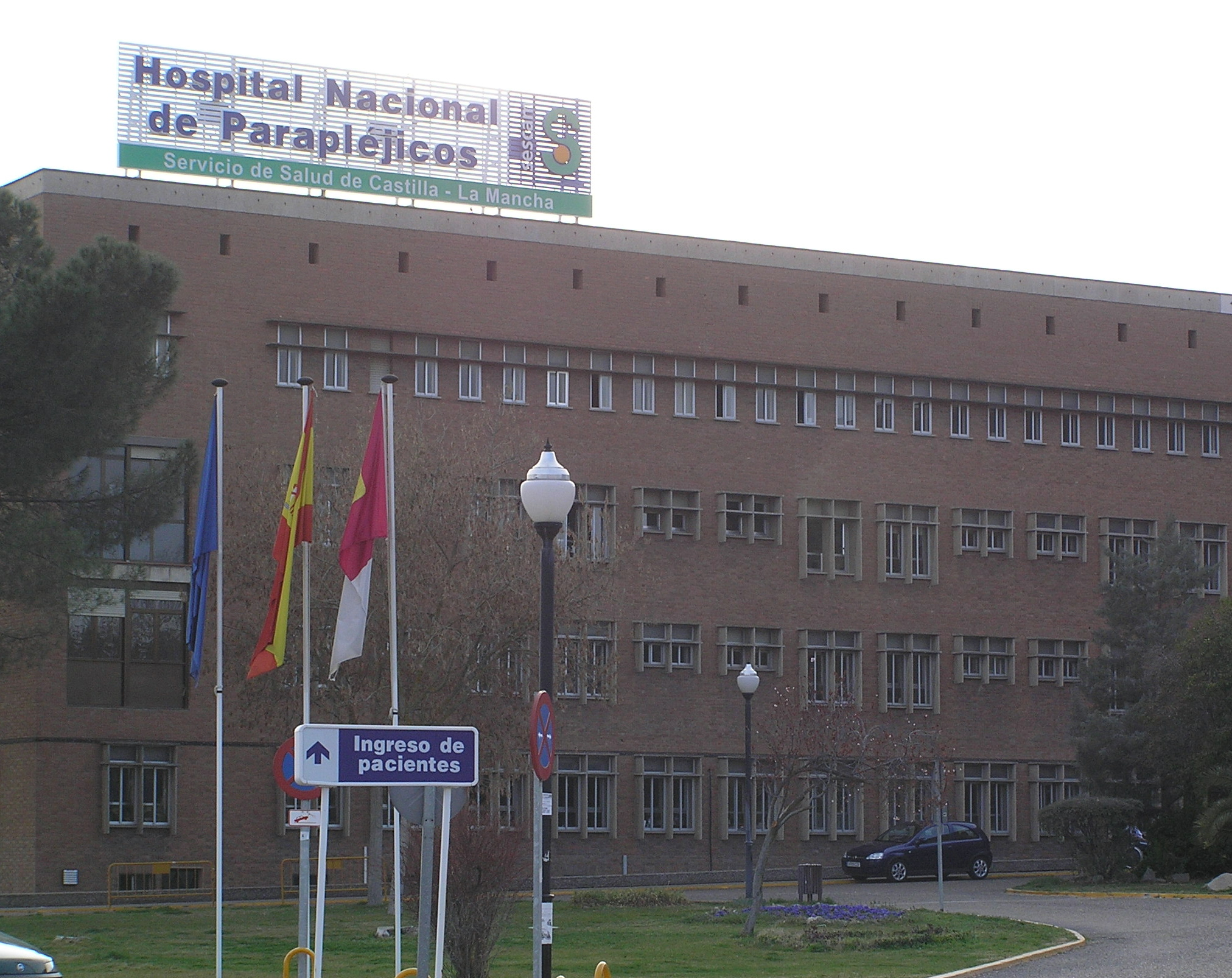
Hospital Nacional de Parapléjicos de Toledo

- Hospital Universitario de Toledo (Toledo)
- Hospital Geriátrico Virgen del Valle (Toledo)
- Hospital Provincial (Toledo)
- Hospital Nacional de Parapléjicos de Toledo
- Hospital General Universitario Nuestra Señora del Prado (Talavera de la Reina)

## Centros de Especialidades, Diagnóstico y Tratamiento (CEDT), por provincia
Son centros médicos a medio camino entre centros de especialidades y hospitales. Realización de determinadas intervenciones de cirugía menor y pequeñas intervenciones. Actualmente prestan atención en las especialidades de alergia, dermatología, digestivo, neurología, rehabilitación, reumatología, cirugía general, urología, traumatología, otorrinolaringología, oftalmología, ginecología y psiquiatría.

### Albacete
- CEDT Albacete

### Ciudad Real
- CEDT Almadén
- CEDT Daimiel

### Cuenca
- CEDT Tarancón
- CEDT Motilla del Palancar

### Guadalajara
- CEDT Azuqueca de Henares
- CEDT Molina de Aragón

### Toledo
- CEDT Toledo "San Ildefonso"
- CEDT Illescas
- CEDT Torrijos
- CEDT Ocaña
- CEDT Villacañas
- CEDT Quintanar de la Orden

Castilla-La Mancha	dispone de 1.313 centros sanitarios para desarrollar su labor en atención primaria distribuidos en 203	centros de salud y 1.110	consultorios locales.